# Kamienica Wanzamowska w Krakowie
Kamienica Wanzamowska (znana także jako Kamienica Dobrodziejskich, Kamienica Eichlerowska, Kamienica Eklarowska, Kamienica Furmankowiczowska) – zabytkowa kamienica znajdująca się w Krakowie, w dzielnicy I Stare Miasto przy ulicy Floriańskiej 5, na Starym Mieście.

## Historia
Kamienica została wzniesiona w II połowie XIV wieku. W XV wieku została gruntownie przebudowana, ustalił się wówczas układ wnętrz z sienią na całą szerokość budynku. Od drugiej ćwierci XVI wieku do lat 50. XVII wieku była własnością rodziny Wanzamów. W tym czasie przeszła przebudowę w stylu renesansowym, podczas której powstał dach pogrążony, a elewację tylną wsparto szkarpami i ozdobiono polichromią. Wzniesiono także oficynę tylną. Na przełomie XVII i XVIII wieku kamienica została odnowiona przez podstolego krakowskiego S. Chwaliboga. W latach 1797–1834 należała do F. Niedzielskiego, na którego zlecenie została przebudowana w stylu klasycystycznym. Od połowy XIX wieku do 1930 była własnością rodziny Launerów. Między 1865 i 1889 nadbudowano trzecie piętro. W 1872 przebito w ścianie granicznej przejście do sąsiedniej Kamienicy Pod Matką Boską (nr 7). W 1931 przebudowano oficynę według projektu Ludwika Wojtyczki, nadbudowując ją jednocześnie o jedną kondygnację.
28 lutego 1966 kamienica została wpisana do rejestru zabytków. 27 stycznia 1993 wpisano do rejestru także jej oficynę tylną. Znajduje się także w gminnej ewidencji zabytków.

## Architektura
Kamienica posiada cztery kondygnacje. Fasada jest trójosiowa, o symetrycznym układzie osi. Posiada ona klasycystyczny wystrój, pochodzący z czasów przebudowy na początku XIX wieku. W parterze znajduje się gotycko-renensansowy portal z XVI wieku. Okna pierwszego piętra ozdobione zostały trójkątnymi frontonami, a drugiego piętra – pełnoplastycznymi przedstawieniami zbożowych wieńców, umieszczonymi w półkolistych wnękach. Budynek wieńczy gzyms koronujący.
We wnętrzach kamienicy zachowały się świadectwa poszczególnych etapów jej rozwoju: kasetonowe stropy i relikty fryzów podstropowych oraz barokowe i klasycystyczne polichromie na pierwszym piętrze.